# NPO Energomash

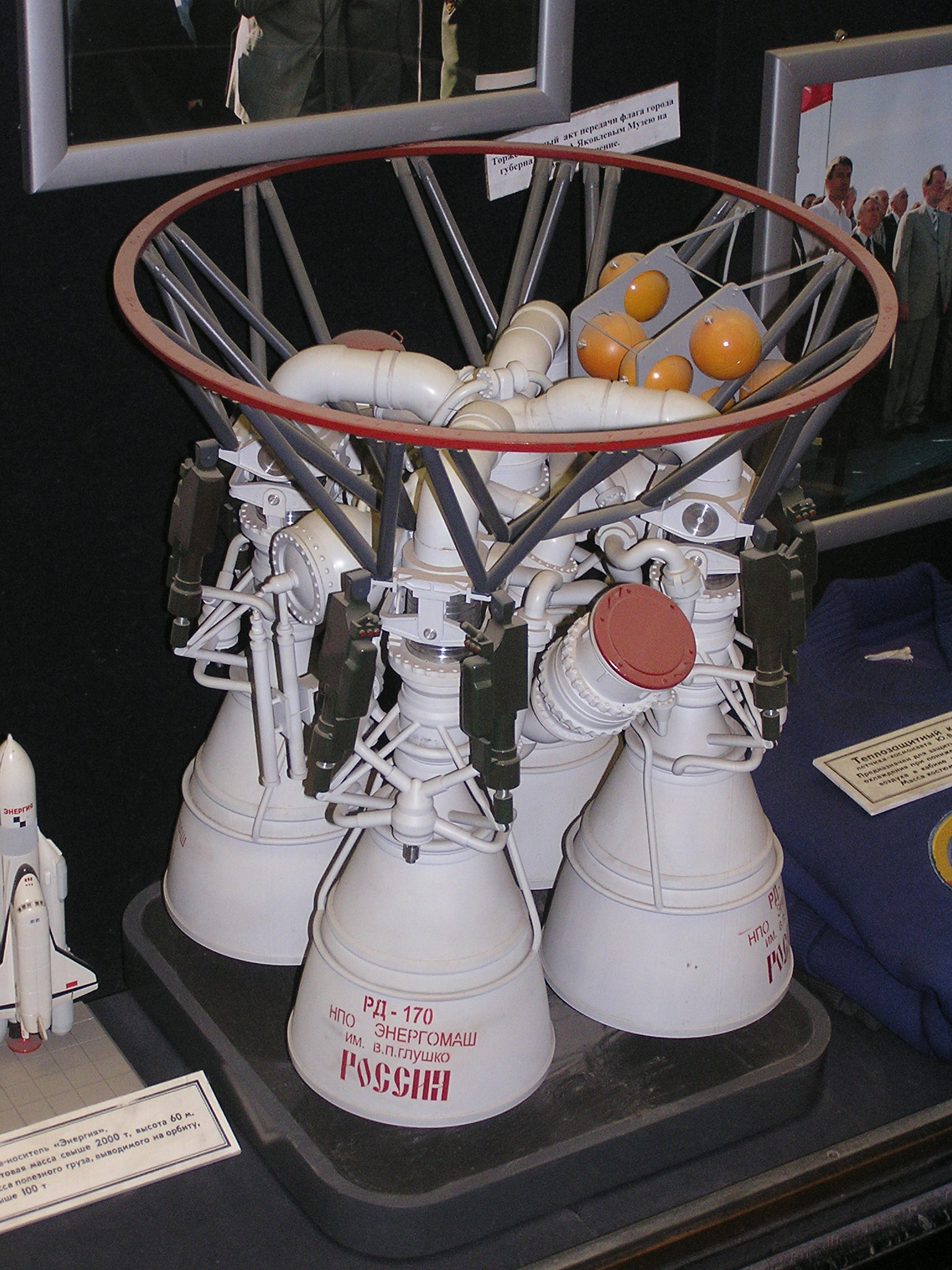
Động cơ RD-170 được phát triển bởi NPO Energomash.

NPO Energomash "V. P. Glushko" là một nhà sản xuất động cơ tên lửa lớn của Nga. Công ty chủ yếu phát triển và sản xuất động cơ tên lửa nhiên liệu lỏng. Energomash có tiền thân là viện thiết kế OKB-456 từ thời Liên Xô, được thành lập từ năm 1946. NPO Energomash mang tên hiện nay từ 15/5/1991, và mang tên tổng công trình sư thiết kế Valentin Glushko.
Energomash được chú ý trong suốt chiều dài phát triển nhờ vào những phát triển động cơ nhiên liệu Oxy lỏng/Kerosene. Nổi tiếng nhất là các động cơ RD-107/RD-108 sử dụng trên tên lửa R-7, Molniya và dòng tên lửa Soyuz, các động cơ RD-170, RD-171 và RD-180 sử dụng trên tên lửa đẩy Energia, Zenit và Atlas V.
Tính đến  tháng 7 năm 2013, công ty vẫn thuộc sở hữu chủ yếu của chính phủ liên bang Nga, nhưng Tập đoàn tên lửa vũ trụ Energia nắm giữ xấp xỉ 14% cổ phần. Tính đến  năm 2009, NPO Energomash có 5500 công nhân làm việc tại trụ sở chính đặt tại Khimki, Moscow và tại các cơ sở sản xuất vệ tinh tại Samara, Perm, và St. Petersburg.
Ngày 4 tháng 8 năm 2016, công ty tuyên bố khởi công một nhà máy mới vào tháng 12 năm 2016.

## Lịch sử
Valentin Petrovich Glushko được chỉ định làm thiết kế trưởng viện thiết kế OKB-456 vào ngày 3/7/1946. Viện thiết kế sau đó đã nhanh chóng nhận nhiệm vụ sản xuất phiên bản động cơ dựa trên động cơ tên lửa V2 của Đức, dưới sự chỉ đạo của Glushko cùng với 234 kỹ sư Đức được bổ sung vào viện thiết kế từ tháng 10 năm 1946. Cuối năm, OKB-456 chuyển đến địa điểm mới là một nhà máy sản xuất máy bay gần Khimki, ngoại ô Moscow. Tại đây, viện thiết kế đã xây dựng một cơ sở sản xuất/thử nghiệm động cơ. Động cơ RD-100 có hiệu suất hoạt động rất tốt và động cơ RD-102 và RD-103 sử dụng chất đẩy LOX/Ethanol áp suất thấp tiếp tục được phát triển. Tuy nhiên, sự phát triển của công nghệ động cơ áp suất cao đã cho phép sử dụng các loại chất đẩy có mật độ năng lượng cao hơn, do đó chất đẩy LOX/Kerosene nhanh chóng thay thế LOX/Ethanol làm chất đẩy cho các động cơ mới.
Năm 2013, chính phủ Nga đã bắt đầu quốc hữu hóa trong lĩnh vực vũ trụ và thành lập Tập đoàn Tên lửa và Không gian Thống nhất (URSC). Vào tháng 12 năm 2013, Tổng thống Putin ban hành sắc lệnh thành lập công ty URSC. Tập đoàn này sẽ tiếp quản các cơ sở sản xuất của NPO Energomash. Ngành công nghiệp động cơ tên lửa tiếp tục được tổ chức lại đến năm 2014 với một thỏa thuận hợp tác với Sberbank.

## Chất đẩy lưu trữ được và hypergols
Năm 1954, việc phát triển thành công động cơ chất đẩy LOX/Kerosene RD-107 và RD-108 đã cho phép Viện thiết kế mở rộng phát triển động cơ mới. Động cơ RD-214, sử dụng chất đẩy có thể lưu trữ bao gồm hỗn hợp của chất oxy hóa Nitric Acid cùng với nhiên liệu Kerosene, được phát triển để sử dụng trên các tên lửa đạn đạo, vốn yêu cầu khả năng chuyển trạng thái chiến đấu nhanh. Động cơ RD-214 ngay sau đó được thay thế bở động cơ RD-216 cùng với các phiên bản của nó, sử dụng chất đẩy hypergolic là sự kết hợp của nhiên liệu UDMH và chất oxy hóa Nitric Acid. Dòng động cơ rất thành công này, sau đó đã dẫn đến thiết kế động cơ sử dụng chất đẩy UDMH/N2O4: RD-253 và RD-275 sử dụng trên tên lửa đẩy Proton-Đây là những động cơ mạnh nhất vào thời điểm nó ra đời, và hiện nay vẫn còn đang được sản xuất.

## Động cơ áp suất cao

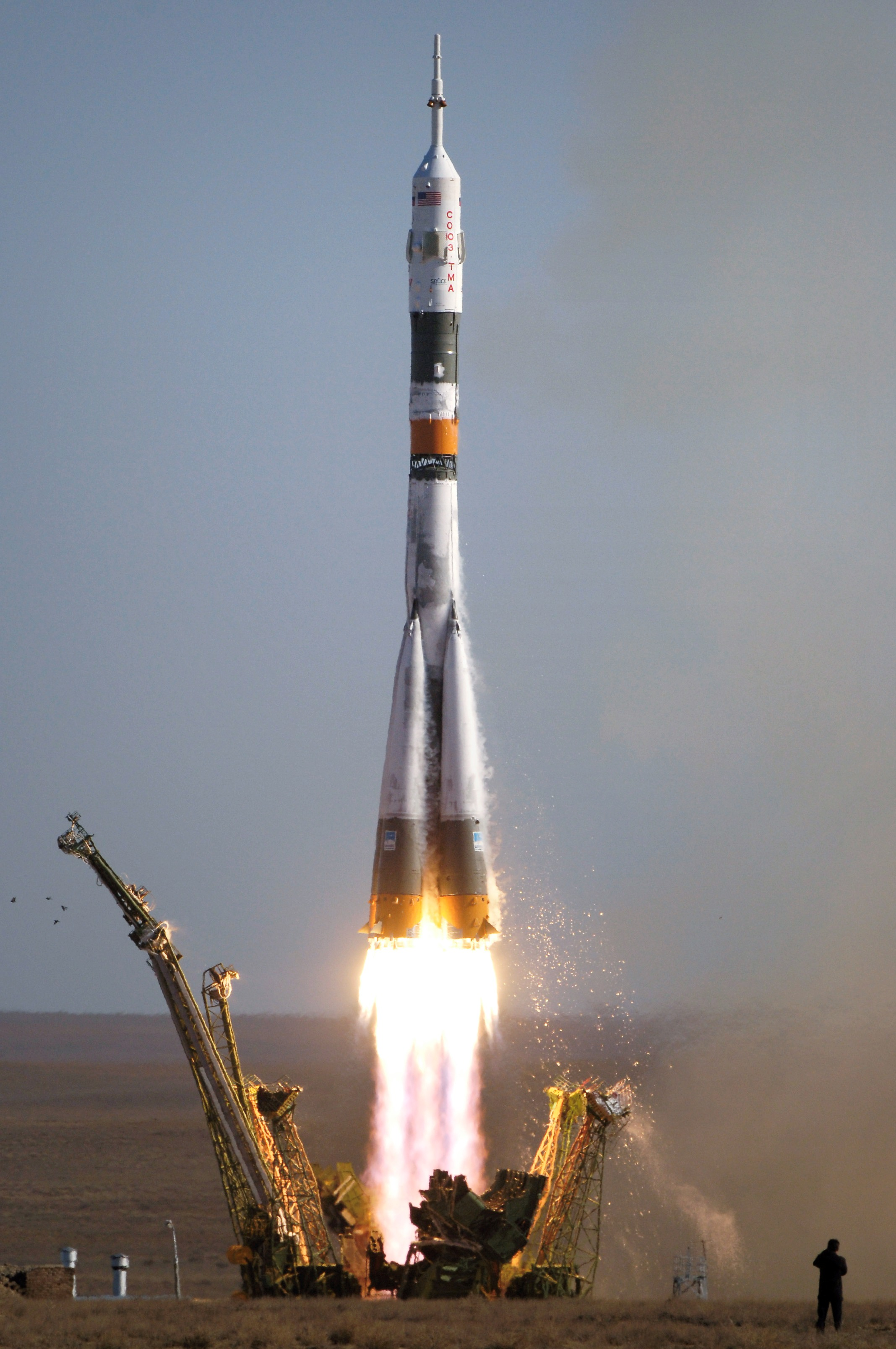
Động cơ RD-107 là động cơ sử dụng trên tên lửa đẩy Soyuz-FG.

Các động cơ RD-107 và RD-108 được phát triển từ giai đoạn 1954-1957 có tính tin cậy cao và được sử dụng rộng rãi. Tuy nhiên, DB Energomash (được đổi tên từ tên gọi ban đầu OKB vào năm 1967) đã nhận thấy tiềm năng to lớn của động cơ chất đẩy LOX/Kerosene với áp suất buồng đốt lớn hơn. Loại động cơ mới gây ra nhiều thách thức đối với các kỹ sư thiết kế, nhất là việc phát triển một bơm tăng áp có thể cung cấp đủ chất đẩy để giữ cho động cơ chạy ở áp suất đủ cao để duy trì ổn định sự đốt cháy nhiên liệu. Động cơ RD-170 được phát triển vào đầu những năm 1980, có áp suất buồng đốt lên tới 24,5 mêgapascal (3.550 pound trên inch vuông) và sản sinh lực đẩy 7.550 kilônewtơn (1.700.000 pound lực), xung lực đẩy riêng đạt 309 giây (ở mực nước biển), và lực đẩy 7.903 kilônewtơn (1.777.000 pound lực), xung lực đẩy riêng 337 giây (trong môi trường chân không) — khiến nó trở thành động cơ sử dụng chất đẩy LOX/Kerosene có hiệu suất cao nhất thế giới.

## Những phát triển động cơ hiện nay
Các phiên bản động cơ RD-170 hiện vẫn còn được sử dụng trên tên lửa đẩy Zenit 3SL của công ty Sea Launch. Các phiên bản hiện đại của tên lửa đẩy Soyuz sử dụng các phiên bản cải tiến của động cơ RD-107 và RD-108. Động cơ RD-180, được phát triển cùng với Pratt & Whitney Rocketdyne thông qua công ty liên doanh RD AMROSS, là một hậu duệ của dòng động cơ RD-170 và được sử dụng làm động cơ đẩy trên tầng đẩy thứ nhất của tên lửa đẩy Atlas V. Động cơ mới nhất được liệt kê trên trang web NPO Energomash là RD-191 buồng đốt đơn, được phát triển cho các phương tiện phóng tàu vũ trụ Angara và Baikal.
NPO Energomash còn hợp tác với các công ty nghiên cứu khác của Nga (Trung tâm Nghiên cứu Keldysh và KBKhA), và với các công ty châu Âu trong dự án động cơ tên lửa Volga.
Công ty tiếp tục nghiên cứu và khám phá các khái niệm cơ mới, chẳng hạn như động cơ tripropellant thuộc dòng động cơ RD-700 (RD-701 và RD-704).
Vào ngày 1 tháng 6 năm 2016 - công ty đã thử nghiệm thành công động cơ RD-181-một phiên bản sửa đổi từ động cơ RD-191 cho tên lửa đẩy Antares.
Vào ngày 10 tháng 8 năm 2016 - công ty đã thử nghiệm thành công động cơ giai đoạn đầu mang tên PDU-99 "ПДУ-99" cho ICBM RS-28 Sarmat.

## Danh sách các tên lửa đẩy
| No. | Vehicle                 | Origin        | Engine   |
| --- | ----------------------- | ------------- | -------- |
| 1.  | Angara                  | Nga           | RD-191   |
| 2.  | Tên lửa đẩy Energia     | Nga           | RD-170   |
| 3.  | Tên lửa đẩy Voskhod     | Nga           | RD-107   |
| 4.  | Dòng tên lửa đẩy Vostok | Nga           | RD-107   |
| 5.  | Tên lửa đẩy Molniya     | Nga           | RD-107ММ |
| 6.  | Tên lửa đẩy Polyot      | Nga           | RD-107   |
| 7.  | Kosmos                  | Nga           | RD-170   |
| 8.  | Dòng tên lửa đẩy Soyuz  | Nga           | RD-107   |
| 9.  | Dòng tên lửa đẩy Zenith | Nga & Ukraina | RD-171   |
| 10. | Tên lửa đẩy Dnepr       | Nga & Ukraina | RD-263   |
| 11. | Tàu MASK                | Nga & Ukraina | RD-701   |
| 12. | Tsyklon                 | Ukraina       | RD-252   |
| 13. | Tên lửa đẩy Antares     | Hoa Kỳ        | RD-181   |
| 14. | Atlas III               | Hoa Kỳ        | RD-180   |
| 15. | Atlas V                 | Hoa Kỳ        | RD-180   |
| 16. | Naro-1                  | South Korea   | RD-151   |